# Col de Soubeyrand
Le col de Soubeyrand est un col situé à une altitude de 987 m dans la Drôme. Il permet de relier par la route la haute vallée de l'Eygues à la vallée de l'Ennuye.

## Situation
Il se situe dans les Baronnies, à l'est de la montagne de Charamelet sur la commune de Bellecombe-Tarendol.